# Back to Mine: Liam Prodigy
Back to Mine: Liam Prodigy è il ventitreesimo volume della serie di remix album Back to Mine, prodotto e remixato da Liam Howlett e dai The Prodigy.

## Tracce
1. Wake the Fuck Up - 3:10 (The Prodigy)
2. Feel Good Hit of the Summer - 2:44 (Queens of the Stone Age)
3. Welcome to the Terror Dome - 5:22 (Public Enemy)
4. I'm 5 Years Ahead - 2:13 (The Third Bardo)
5. Vatican DC - 2:46 (Smiling Dogs)
6. Jolene - 2:37 (Dolly Parton)
7. Rise - 6:04 (Public Image Ltd.)
8. I Chase the Devil - 3:22 (Max Romeo e Lee Perry)
9. Radio Babylon - 4:12 (Meat Beat Manifesto)
10. Airport '89 - 3:19 (Wood Allen)
11. Release Yourself (Prodigy Mix) - 4:37 (Method Man)
12. Nothin - 3:55 (N.O.R.E.)
13. A Message to You Rudy - 2:51 (The Specials)
14. Peaches - 4:04 (The Stranglers)
15. In the City - 2:16 (The Jam)
16. Living Thing (Album Version) - 3:32 (Electric Light Orchestra)